# Sminthurinus henshawi
Sminthurinus henshawi är en urinsektsart som först beskrevs av James P. Folsom 1896.  Sminthurinus henshawi ingår i släktet Sminthurinus och familjen Katiannidae. Inga underarter finns listade i Catalogue of Life.